# BMW X1
La X1 est une automobile de type crossover d'entrée de gamme produite par le constructeur automobile allemand BMW depuis octobre 2009. Le modèle produit actuellement (depuis 2022) est la troisième génération de X1. En juillet 2023, la X1 a été produite à plus d'un million d'exemplaires toutes générations confondues.

## E84 (2009-2015)
Le modèle E84 X1 est le modèle de première génération et a été présenté à l'origine sous le nom de BMW Concept X1 au Salon de l'automobile de Paris en 2008. Face à un marché automobile en perpétuelle segmentation, BMW décide de proposer en 2009 une alternative à la BMW X3. Plus petite et plus accessible que cette dernière, la BMW X1 est disponible en deux (sDrive) et quatre roues motrices (xDrive) et tend à viser une clientèle plus jeune que celle de la BMW X3.
Reprenant l’essentiel des motorisations de la Série 1, la BMW X1 est proposée dès son lancement avec un bloc six-cylindres essence (28i) et trois blocs quatre-cylindres Diesel (18d, 20d et 23d). La gamme est complétée en 2010 par deux blocs essence : le quatre cylindres 18i et le six cylindres 25i. La transmission intégrale xDrive est montée d’office sur les 25i, 28i et 23d. Elle est disponible en option sur les 18d et 20d.
En 2011, la BMW X1 étrenne le nouveau quatre-cylindres essence turbocompressé de la marque. D’abord proposé en 245 ch (28i), ce nouveau bloc est décliné fin 2011 en 184 ch (20i). Enfin, une version EfficientDynamics est désormais proposée : dérivée de la 20d, elle affiche 163 ch et une consommation d'à peine 4,5 L/100 km.

BMW X1 (type E84) Phase 1
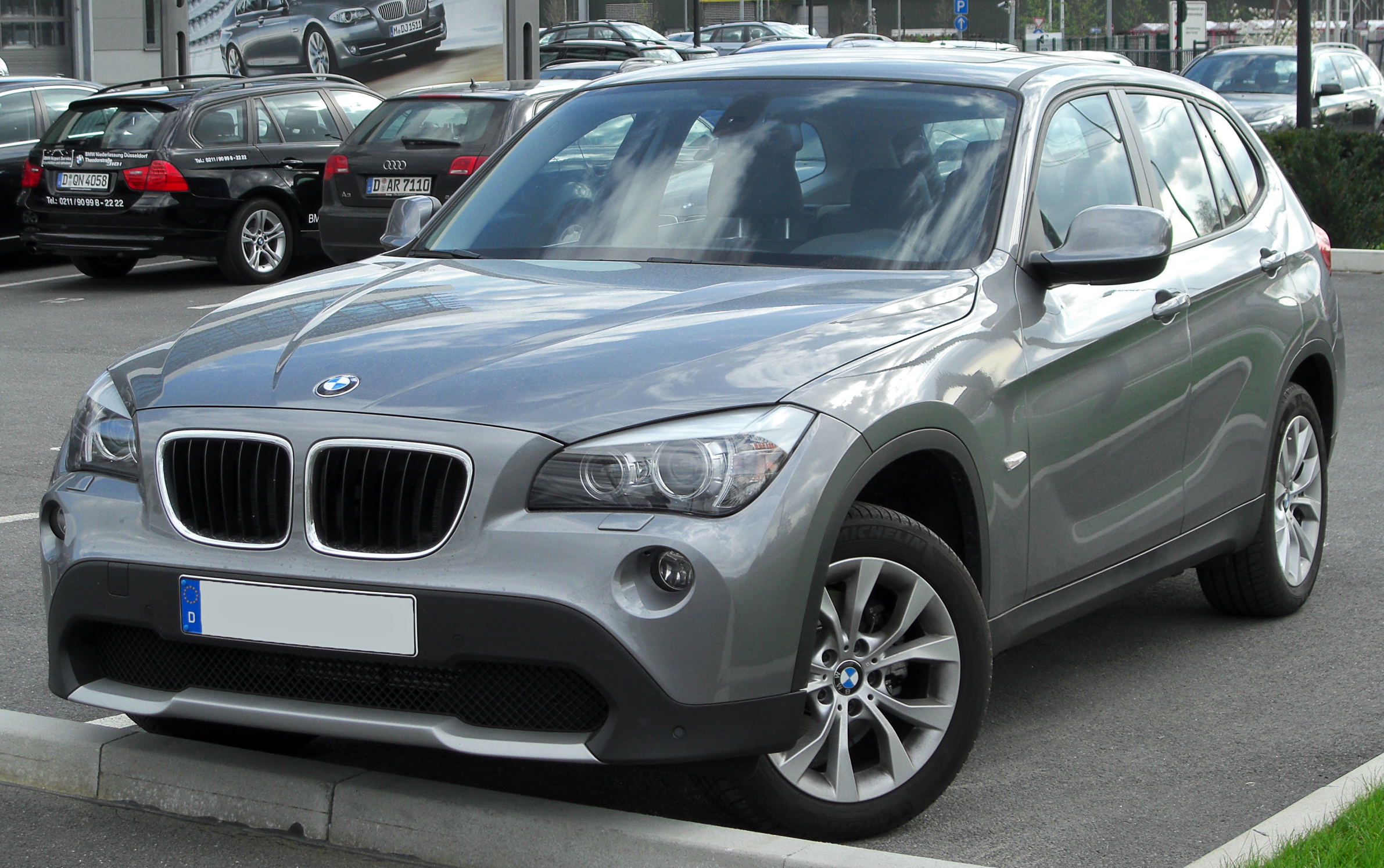
Vue de l'avant
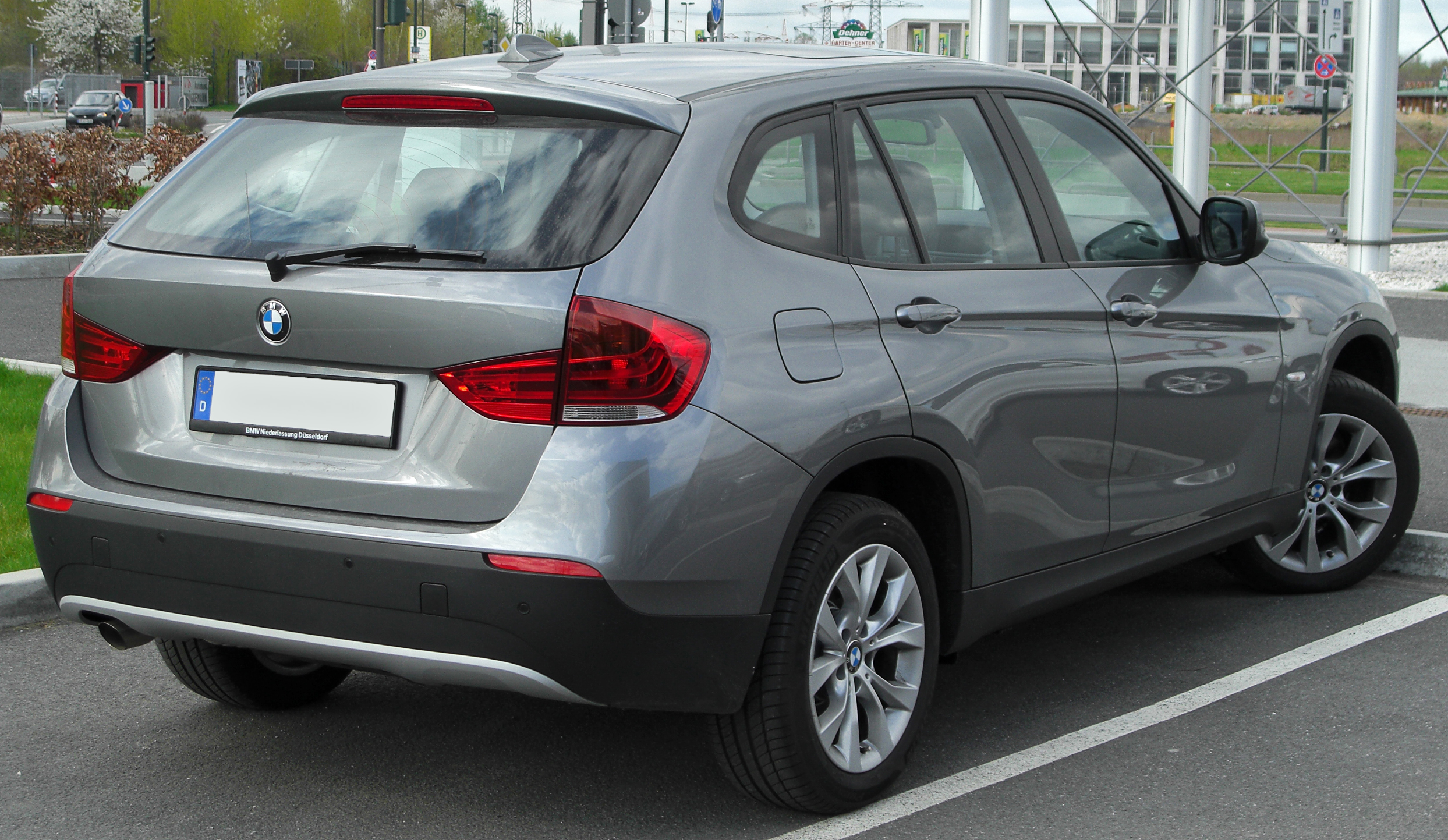
Vue de l'arrière
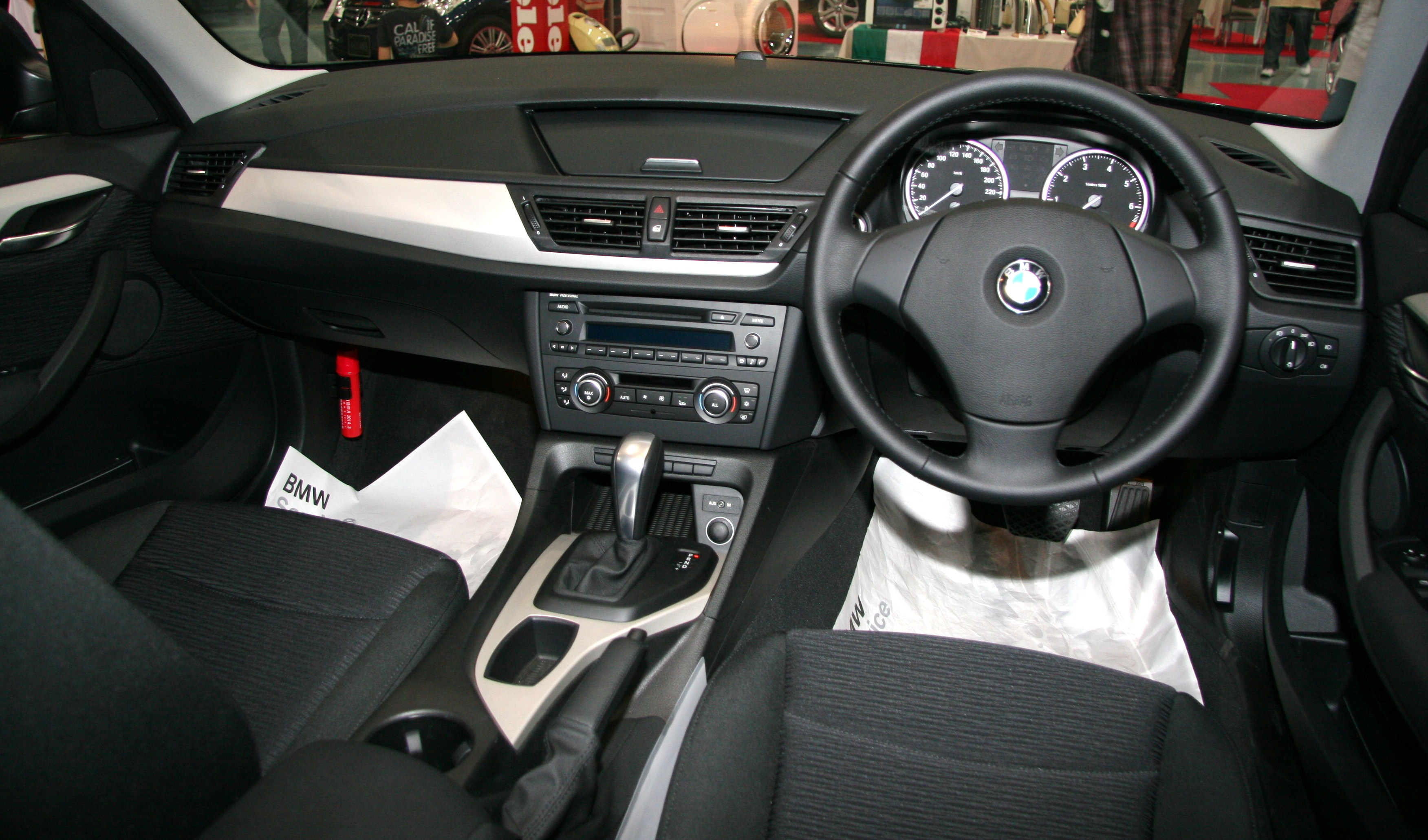
Planche de bord

### Système xDrive et contrôle de la transmission
Le système xDrive de la BMW X1 est directement tiré de celui de la BMW X6. Le système Xdrive permet de répartir le couple moteur entre l'essieu avant et l'essieu arrière en fonction des conditions de roulage (géré électroniquement avec des capteurs et actionneurs).
Le Xdrive détecte en fait des micro-différences de variations de vitesse de rotation (ou différences d'accélérations) entre l'essieu avant et l'essieu arrière. Il réduit la puissance de l'essieu qui a tendance à s'emballer, ce qui correspond à une perte d'adhérence, pour la transférer vers l'autre essieu, qui semble avoir plus d'adhérence. Et ce, plusieurs dizaines de fois par seconde...
Le système Xdrive peut être secondé aussi par une option appelée le "contrôle de la transmission", qui inclut un différentiel auto-bloquant, type Torsen (dans lequel la vis sans fin fait tourner la roue mais l'inverse est faux, dû aux frottements mécaniques), sur l'essieu arrière qui permet de toujours transférer la puissance reçue par l'essieu arrière, vers la roue arrière qui a le plus de motricité, c'est-à-dire le plus d'accroche au sol. Sur sol normal (goudron), en virage, c'est la roue arrière extérieure (car plus d'appuis dus aux transferts de masses) qui reçoit le maximum de puissance et améliore ainsi la stabilité en courbe du véhicule.
Associée au contrôle électronique de stabilité et au système de contrôle de la transmission disponible en option, cette nouvelle transmission propose une efficacité accrue en palliant le phénomène de sous-virage : lorsque le train avant perd de l’adhérence, le système va dans un premier temps freiner la roue arrière intérieure au virage, puis dans un deuxième temps (pour compenser la perte de propulsion) transférer le couple à la roue arrière extérieure au virage et ainsi garantir la stabilité du véhicule.

### Caractéristiques techniques
Les six-cylindres essence xDrive25i et xDrive28i ont été remplacés par un unique bloc quatre-cylindres turbocompressé conservant la dénomination « xDrive28i ».
Les moteurs Diesel sont équipés de filtres à particules (FAP) afin de réduire les émissions polluantes,,,,,.

#### Essence
|                        | 18I                    | 20I                    | 20I                    | 20I                    | 20I                    | 25I                    | 28I                    | 28I                    | 28I                    |
| Moteur                 | 4 cylindres en ligne   | 4 cylindres en ligne   | 4 cylindres en ligne   | 4 cylindres en ligne   | 4 cylindres en ligne   | 6 cylindres en ligne   | 6 cylindres en ligne   | 4 cylindres en ligne   | 4 cylindres en ligne   |
| Alimentation           | Atmosphérique          | Turbocompressé         | Turbocompressé         | Turbocompressé         | Turbocompressé         | Atmosphérique          | Atmosphérique          | Turbocompressé         | Turbocompressé         |
| Cylindrée              | 1995                   | 1997                   | 1997                   | 1997                   | 1997                   | 2996                   | 2996                   | 1997                   | 1997                   |
| Puissance Maxi         | 150 ch à 6 400 tr/min  | 184 ch à 5 000 tr/min  | 184 ch à 5 000 tr/min  | 184 ch à 5 000 tr/min  | 184 ch à 5 000 tr/min  | 218 ch à 6 100 tr/min  | 258 ch à 6 600 tr/min  | 245 ch à 5 000 tr/min  | 245 ch à 5 000 tr/min  |
| Couple                 | 200 N m à 3 600 tr/min | 270 N m à 1 250 tr/min | 270 N m à 1 250 tr/min | 270 N m à 1 250 tr/min | 270 N m à 1 250 tr/min | 280 N m à 2 500 tr/min | 310 N m à 2 600 tr/min | 350 N m à 1 250 tr/min | 350 N m à 1 250 tr/min |
| Norme environnementale | Euro 5                 | Euro 5                 | Euro 5                 | Euro 5                 | Euro 5                 | Euro 5                 | Euro 5                 | Euro 5                 | Euro 5                 |
| Boîte de vitesses      | BVM6 4x2               | BVM6 4x2               | BVA? 4x2               | BVM6 4x4               | BVA? 4x4               | BVA6 4x4               | BVA6 4x4               | BVM6 4x4               | BVA8 4x4               |
| Vitesse Maximum        | 202                    | 205                    | 205                    | 205                    | 205                    | 223                    | 230                    | 205                    | 240                    |
| 0 à 100                | 9,7                    | 7,4                    | 7,7                    | 7,8                    | 7,9                    | 7,9                    | 6,8                    | 6,1                    | 6,5                    |
| Consommations          | 8,2                    | 7,1                    | 6,7                    | 7,7                    | 7,1                    | 9,3                    | 9,4                    | 7,9                    | 7,2                    |
| Rejet de CO2           | 191                    | 165                    | 157                    | 179                    | 167                    | 217                    | 219                    | 143                    | 168                    |

#### Diesel
|                        | 16D                    | 16D                    | 18D                    | 18D                    | 18D                    | 18D                    | 20D                    | 20D                    | 20D                    | 20D                    | 20D                    | 20D                    | 20D                    | 20D                    | 20D                    | 23D                    | 23D                    | 25D                    | 25D                    |                |                |
| Moteur                 | 4 cylindres en ligne   | 4 cylindres en ligne   | 4 cylindres en ligne   | 4 cylindres en ligne   | 4 cylindres en ligne   | 4 cylindres en ligne   | 4 cylindres en ligne   | 4 cylindres en ligne   | 4 cylindres en ligne   | 4 cylindres en ligne   | 4 cylindres en ligne   | 4 cylindres en ligne   | 4 cylindres en ligne   | 4 cylindres en ligne   | 4 cylindres en ligne   | 4 cylindres en ligne   | 4 cylindres en ligne   | 4 cylindres en ligne   | 4 cylindres en ligne   |                |                |
| Alimentation           | Turbocompressé         | Turbocompressé         | Turbocompressé         | Turbocompressé         | Turbocompressé         | Turbocompressé         | Turbocompressé         | Turbocompressé         | Turbocompressé         | Turbocompressé         | Turbocompressé         | Turbocompressé         | Turbocompressé         | Turbocompressé         | Turbocompressé         | Turbocompressé         | Turbocompressé         | Turbocompressé         | Turbocompressé         | Turbocompressé | Turbocompressé |
| Cylindrée              | 1995                   | 1995                   | 1995                   | 1995                   | 1995                   | 1995                   | 1995                   | 1995                   | 1995                   | 1995                   | 1995                   | 1995                   | 1995                   | 1995                   | 1995                   | 1995                   | 1995                   | 1995                   | 1995                   |                |                |
| Puissance Maxi         | 116 ch à 4 000 tr/min  | 116 ch à 4 000 tr/min  | 143 ch à 4 000 tr/min  | 143 ch à 4 000 tr/min  | 143 ch à 4 000 tr/min  | 143 ch à 4 000 tr/min  | 163 ch à 4 000 tr/min  | 177 ch à 4 000 tr/min  | 177 ch à 4 000 tr/min  | 177 ch à 4 000 tr/min  | 177 ch à 4 000 tr/min  | 184 ch à 4 000 tr/min  | 184 ch à 4 000 tr/min  | 184 ch à 4 000 tr/min  | 184 ch à 4 000 tr/min  | 204 ch à 4 400 tr/min  | 204 ch à 4 400 tr/min  | 218 ch à 4 000 tr/min  | 218 ch à 4 000 tr/min  |                |                |
| Couple                 | 260 N m à 1 750 tr/min | 260 N m à 1 750 tr/min | 320 N m à 1 750 tr/min | 320 N m à 1 750 tr/min | 320 N m à 1 750 tr/min | 320 N m à 1 750 tr/min | 380 N m à 1 750 tr/min | 350 N m à 1 750 tr/min | 350 N m à 1 750 tr/min | 350 N m à 1 750 tr/min | 350 N m à 1 750 tr/min | 380 N m à 1 750 tr/min | 380 N m à 1 750 tr/min | 380 N m à 1 750 tr/min | 380 N m à 1 750 tr/min | 400 N m à 2 000 tr/min | 400 N m à 2 000 tr/min | 450 N m à 1 500 tr/min | 450 N m à 1 500 tr/min |                |                |
| Norme environnementale | Euro 5                 | Euro 5                 | Euro 5                 | Euro 5                 | Euro 5                 | Euro 5                 | Euro 5                 | Euro 5                 | Euro 5                 | Euro 5                 | Euro 5                 | Euro 5                 | Euro 5                 | Euro 5                 | Euro 5                 | Euro 5                 | Euro 5                 | Euro 5                 | Euro 5                 |                |                |
| Boîte de vitesses      | BVM6 4x2               | BVA8 4x2               | BVM6 4x2               | BVA8 4x2               | BVM6 4x4               | BVA8 4x4               | BVM6 4x2               | BVM6 4x2               | BVA6 4x2               | BVM6 4x4               | BVA6 4x4               | BVM6 4x2               | BVA8 4x2               | BVM6 4x4               | BVA8 4x4               | BVM6 4x4               | BVA6 4x4               | BVM6 4x4               | BVA8 4x4               |                |                |
| Vitesse Maximum        | 190                    | 189                    | 200                    | 200                    | 195                    | 195                    | 205                    | 205                    | 205                    | 205                    | 205                    | 205                    | 205                    | 205                    | 205                    | 205                    | 223                    | 230                    | 228                    |                |                |
| 0 à 100                | 11,5                   | 11,3                   | 9,6                    | 9,6                    | 10,1                   | 10,1                   | 8,3                    | 8,1                    | 8,1                    | 8,4                    | 8,4                    | 7,8                    | 7,8                    | 8,1                    | 8,1                    | 7,3                    | 7,3                    | 6,8                    | 6,8                    |                |                |
| Consommations          | 4,9                    | 5                      | 5,2                    | 5,2                    | 5,7                    | 5,7                    | 4,5                    | 5,3                    | 5,3                    | 5,8                    | 5,8                    | 4,9                    | 5                      | 5,5                    | 5,4                    | 6                      | 6,3                    | 5,9                    | 5,5                    |                |                |
| Rejet de CO2           | 128                    | 132                    | 136                    | 136                    | 150                    | 150                    | 119                    | 139                    | 139                    | 153                    | 153                    | 129                    | 132                    | 145                    | 143                    | 158                    | 167                    | 154                    | 145                    |                |                |

### Phase 2
La X1 a été restylée en 2012. Au menu de ce restylage, on note l'apparition des répéteurs de clignotants sur les rétroviseurs, ils étaient sur les ailes avant auparavant. De plus des feux de jour, devenus obligatoires, ont été ajoutés. Selon les finitions, les feux de jour sont halogènes ou peuvent être associés (en option ou de série) aux phares au xénon.

BMW X1 (type E84) Phase 2
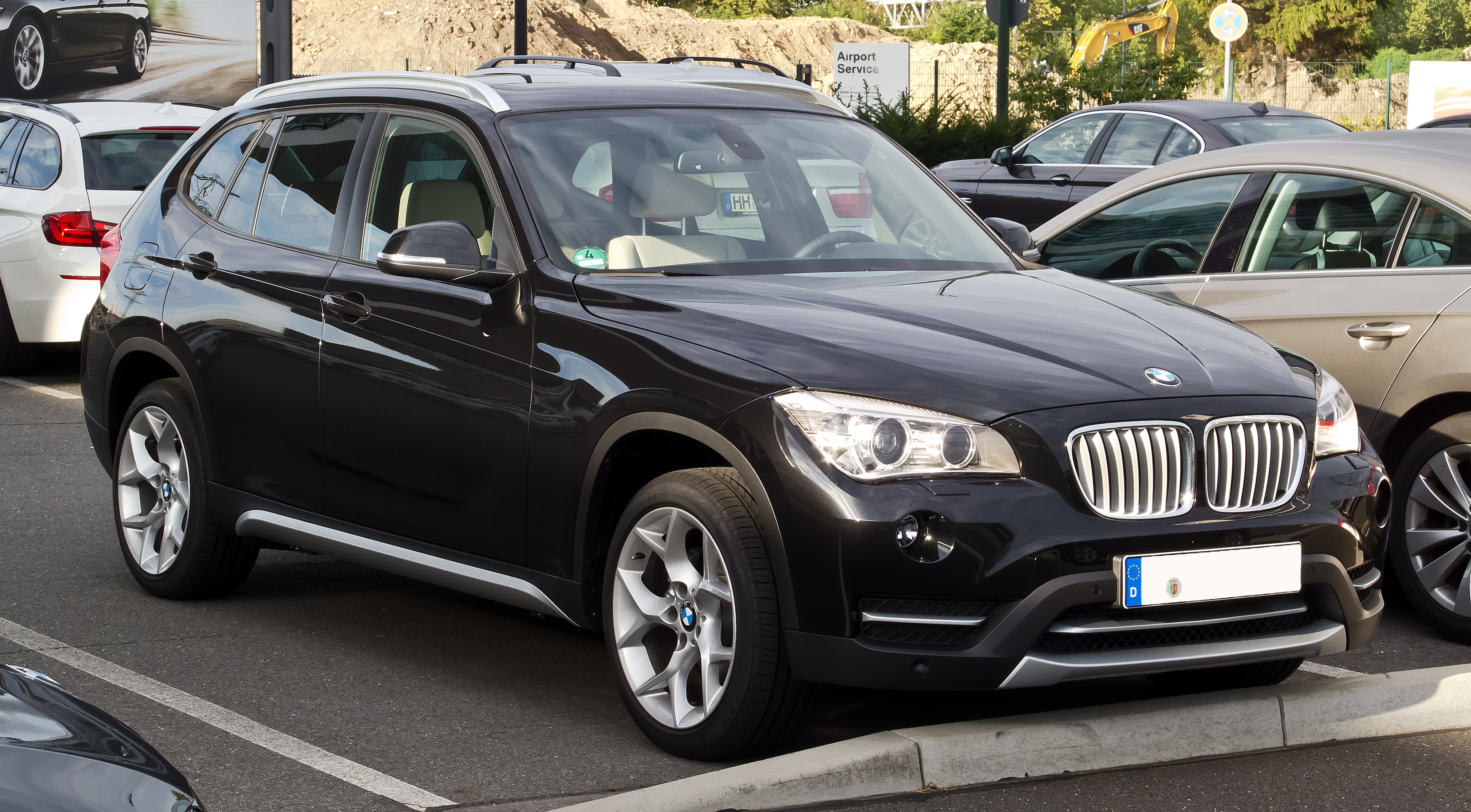
Vue de l'avant (avec phares au xénon)
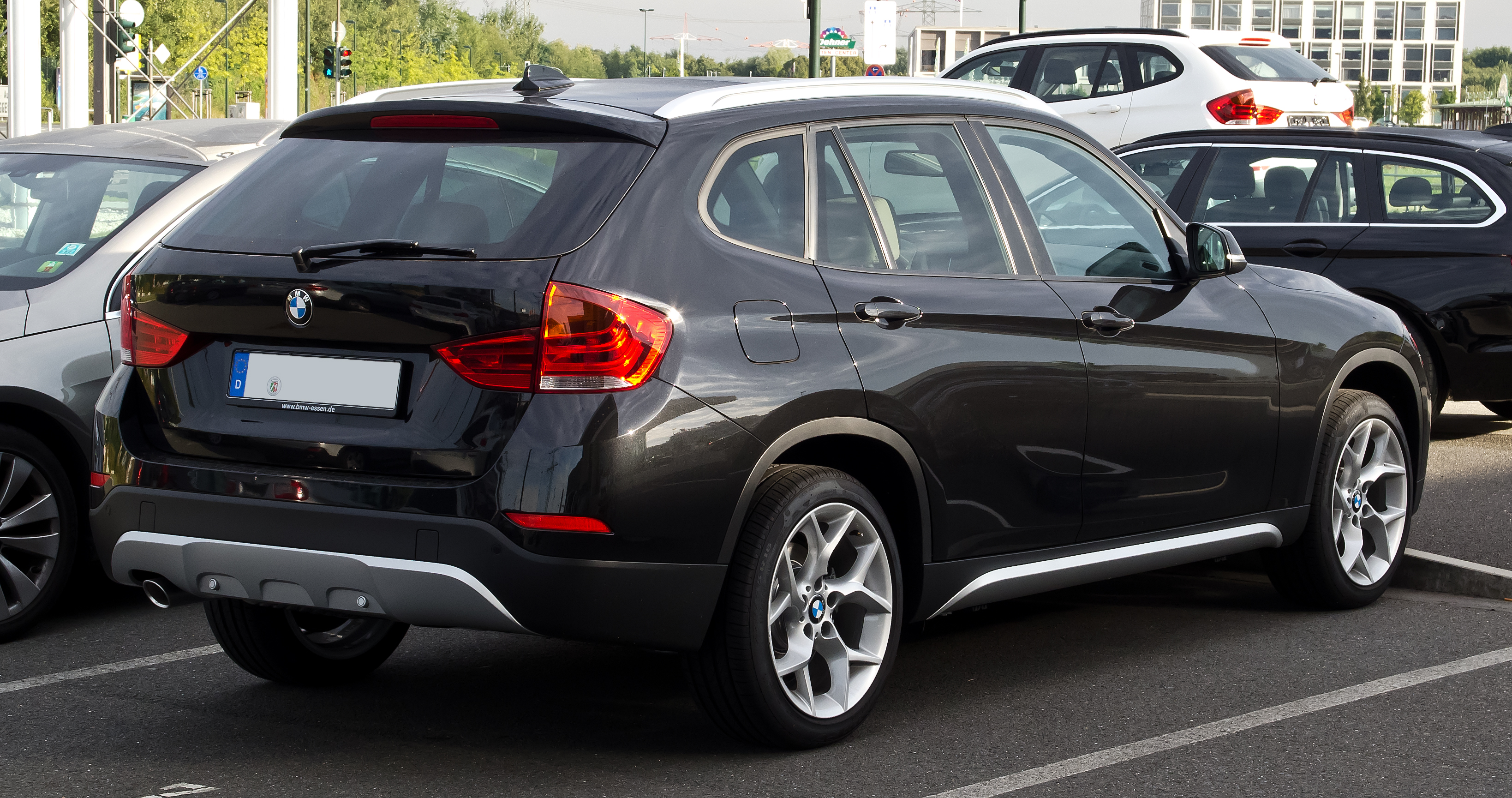
Vue de l'arrière

## F48 (2015-2022)
La seconde génération du X1 est sortie en 2015.

BMW X1 (type F48) Phase 1
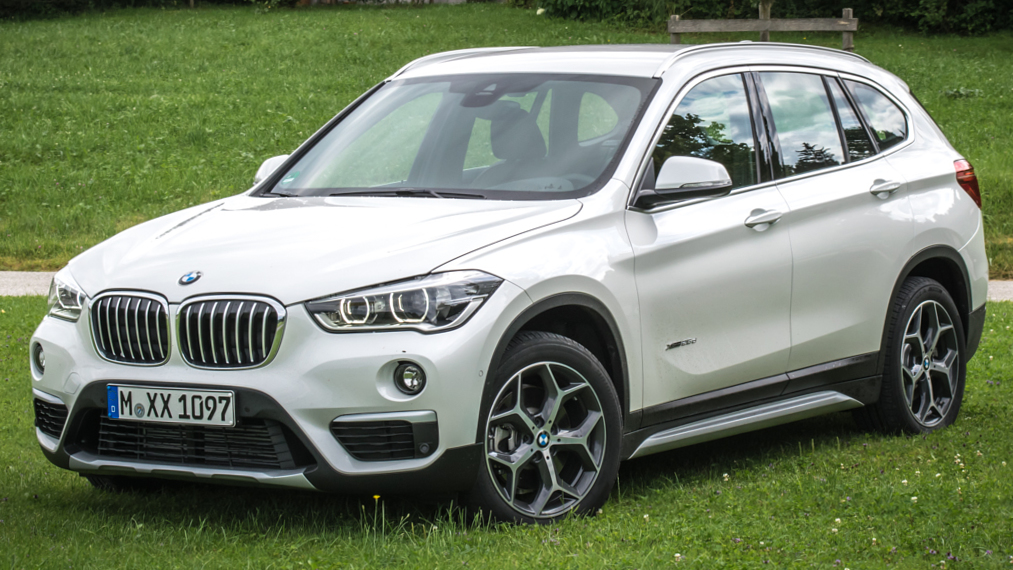
Vue de l'avant
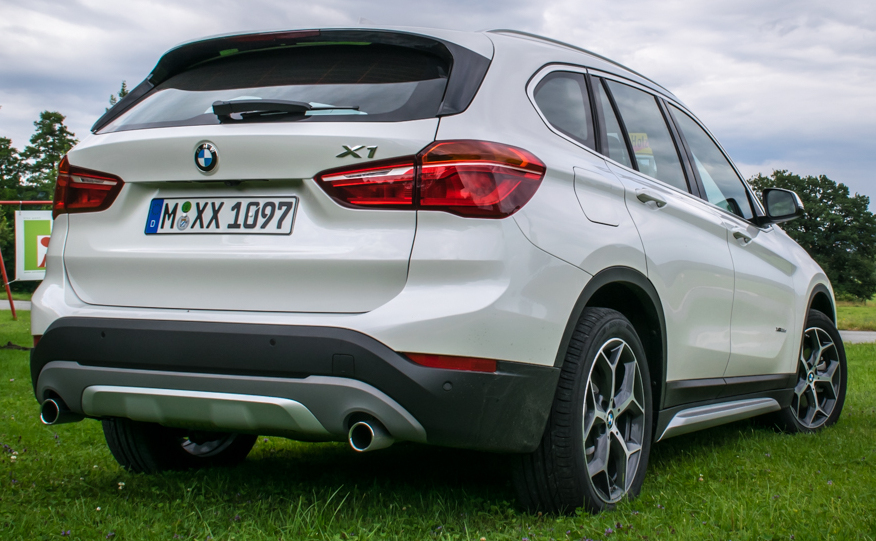
Vue de l'arrière
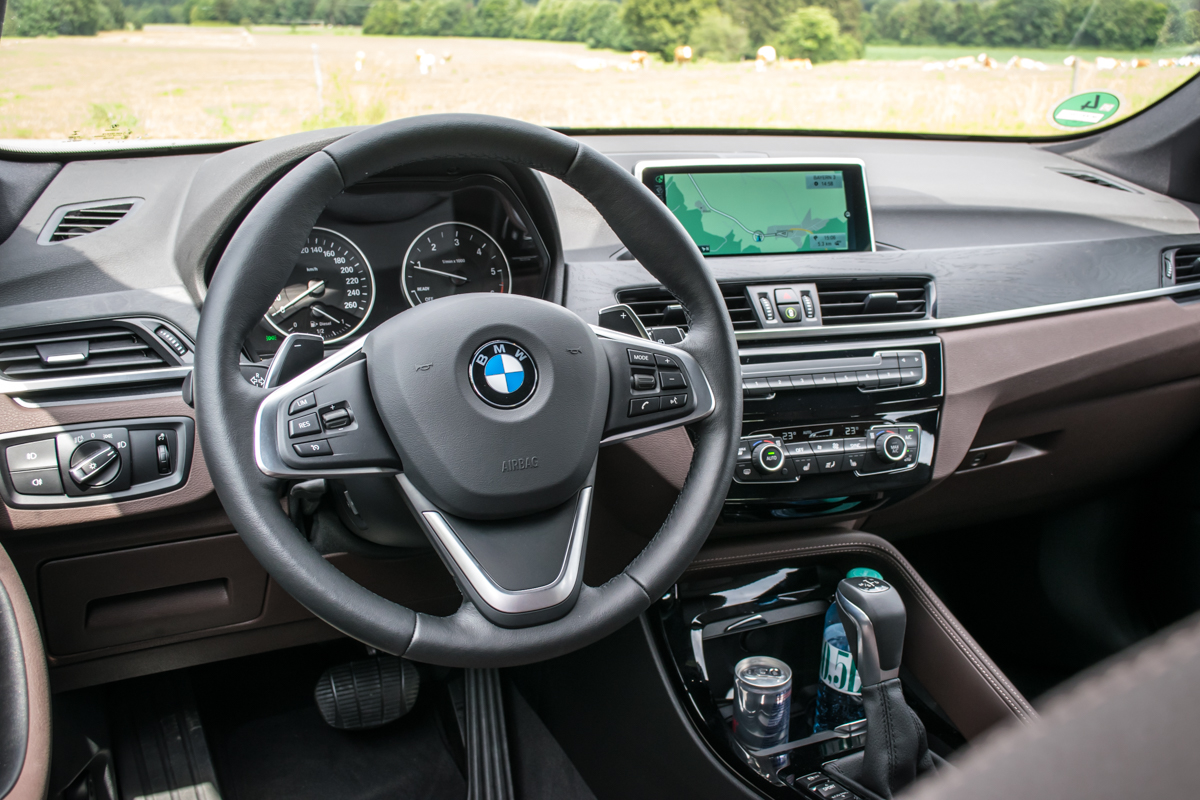
Planche de bord

### Motorisations

#### Essence
|                            | sDrive18i (2015-2017)           | sDrive18i (2017-...)                | sDrive20i (2015-2017)/ xDrive (2015-2018) | sDrive20i (2017-...) / xDrive (2018-...) | xDrive25i (2015-2018)               | xDrive25i (2018-...)                |
| Moteur                     | 3 cylindres en ligne            | 3 cylindres en ligne                | 4 cylindres en ligne                      | 4 cylindres en ligne                     | 4 cylindres en ligne                | 4 cylindres en ligne                |
| Alimentation               | Turbocompressé                  | Turbocompressé                      | Turbocompressé                            | Turbocompressé                           | Turbocompressé                      | Turbocompressé                      |
| Cylindrée                  | 1 499 cm3                       | 1 499 cm3                           | 1 998 cm3                                 | 1 998 cm3                                | 1 998 cm3                           | 1 998 cm3                           |
| Puissance maxi             | 136 ch de 4 400 à 6 000 tr/min  | 140 ch de 4 600 à 6 500 tr/min      | 192 ch de 5 000 à 6 000 tr/min            | 192 ch de 5 000 à 6 000 tr/min           | 231 ch de 5 000 à 6 000 tr/min      | 231 ch de 5 000 à 6 000 tr/min      |
| Couple maxi                | 220 N m de 1 250 à 4 300 tr/min | 220 N m de 1 480 à 4 200 tr/min     | 280 N m de 1 250 à 4 600 tr/min           | 280 N m de 1 350 à 4 600 tr/min          | 350 N m de 1 250 à 4 500 tr/min     | 350 N m de 1 350 à 4 500 tr/min     |
| Norme environnementale     | Euro 6                          | Euro 6d Temp                        | Euro 6                                    | Euro 6d Temp                             | Euro 6                              | Euro 6d Temp                        |
| Boîte de vitesses          | BVM 6 / Steptronic 6            | BVM 6 / Steptronic 7 / Steptronic 8 | BVM 6 / Steptronic 7 / Steptronic 8       | BVM 6 / Steptronic 7 / Steptronic 8      | BVM 6 / Steptronic 7 / Steptronic 8 | BVM 6 / Steptronic 7 / Steptronic 8 |
| Vitesse maxi (en km/h)     | 200                             | 205                                 | 225                                       | 226 / 223                                | 235                                 | 235                                 |
| 0-100 km/h (en s)          | 9,7                             | 9,6                                 | 7,7 / (7,4)                               | 7,6 / (7,9)                              | (6,5)                               | (6,6)                               |
| Consommation (en L/100 km) | 5,6                             | 5,4                                 | 6,0 / (6,4)                               | 5,8 / (6,7)                              | (6,6)                               | (6,8)                               |
| Émissions de CO2 (en g/km) | 129                             | 124                                 | 139 / (149)                               | 132 / (152)                              | (152)                               | (155)                               |
| Capacité du réservoir (L)  | 61                              | 61                                  | 61                                        | 61                                       | 61                                  | 61                                  |
| Masse à vide (kg EU)       | 1 505                           | 1 505                               | 1 560 / (1 615)                           | 1 555 / (1 645)                          | (1 615)                             | (1 655)                             |

#### Diesel
|                            | sDrive16d                       | sDrive18d / xDrive              | sDrive20d / xDrive              | xDrive25d                       |
| Moteur                     | 3 cylindres en ligne            | 4 cylindres en ligne            | 4 cylindres en ligne            | 4 cylindres en ligne            |
| Alimentation               | Turbocompressé                  | Turbocompressé                  | Turbocompressé                  | Turbocompressé                  |
| Cylindrée                  | 1 496 cm3                       | 1 995 cm3                       | 1 995 cm3                       | 1 995 cm3                       |
| Puissance maxi             | 116 ch à 4 000 tr/min           | 150 ch à 4 000 tr/min           | 190 ch à 4 000 tr/min           | 231 ch à 4 400 tr/min           |
| Couple maxi                | 270 N m de 1 750 à 2 250 tr/min | 330 N m de 1 750 à 2 750 tr/min | 400 N m de 1 750 à 2 500 tr/min | 450 N m de 1 500 à 3 000 tr/min |
| Norme environnementale     | Euro 6d Temp                    | Euro 6d Temp                    | Euro 6d Temp                    | Euro 6d Temp                    |
| Boîte de vitesses          | BVM 6 / Steptronic 7            | BVM 6 / Steptronic 8            | BVM 6 / Steptronic 8            | BVM 6 / Steptronic 8            |
| Vitesse maxi (en km/h)     | 190                             | 205                             | 222 / 220                       | 235                             |
| 0-100 km/h (en s)          | 11,5                            | 9,4 / (9,4)                     | 7,9 / (7,8)                     | (6,6)                           |
| Consommation (en L/100 km) | 4,3                             | 4,6 / (4,8)                     | 4,6 / (4,8)                     | (5,2)                           |
| Émissions de CO2 (en g/km) | 114                             | 121 / (127)                     | 122 / (126)                     | (137)                           |
| Capacité du réservoir (L)  | 51                              | 51                              | 51                              | 51                              |
| Masse à vide (kg EU)       | 1 500                           | 1 545 / (1 615)                 | 1 615 / (1 625)                 | (1 650)                         |

### X1 Li (F49)

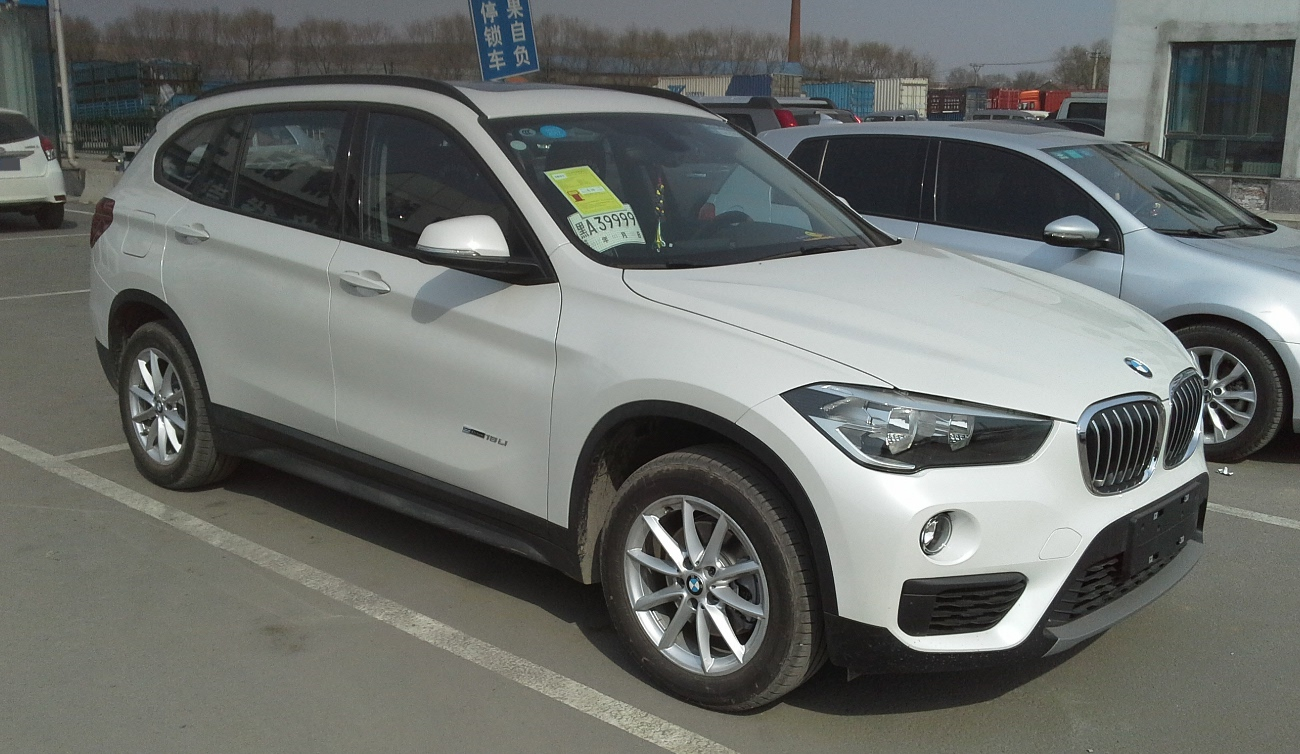
Version pour la Chine.

La X1 est déclinée en version longue uniquement en Chine, vendue depuis le printemps 2016.

### Phase 2
En mai 2019, BMW présente la version restylée de son X1. Au menu de ce restylage, les feux avant et arrière ont été légèrement remaniés, la calandre s'étire et les antibrouillards deviennent rectangulaires.
À l'intérieur, le X1 étrenne d'un nouvel écran d'une taille de 10.25 pouces dans ses finitions haut de gamme. Les autres finitions possèdent en écran de 8 pouces.
Le X1 adopte une nouvelle motorisation, le xDrive25e. Ce moteur hybride rechargeable reprend le groupe motopropulseur de l'Active Tourer 225xe et du Mini Countryman SE.

BMW X1 (type F48) Phase 2
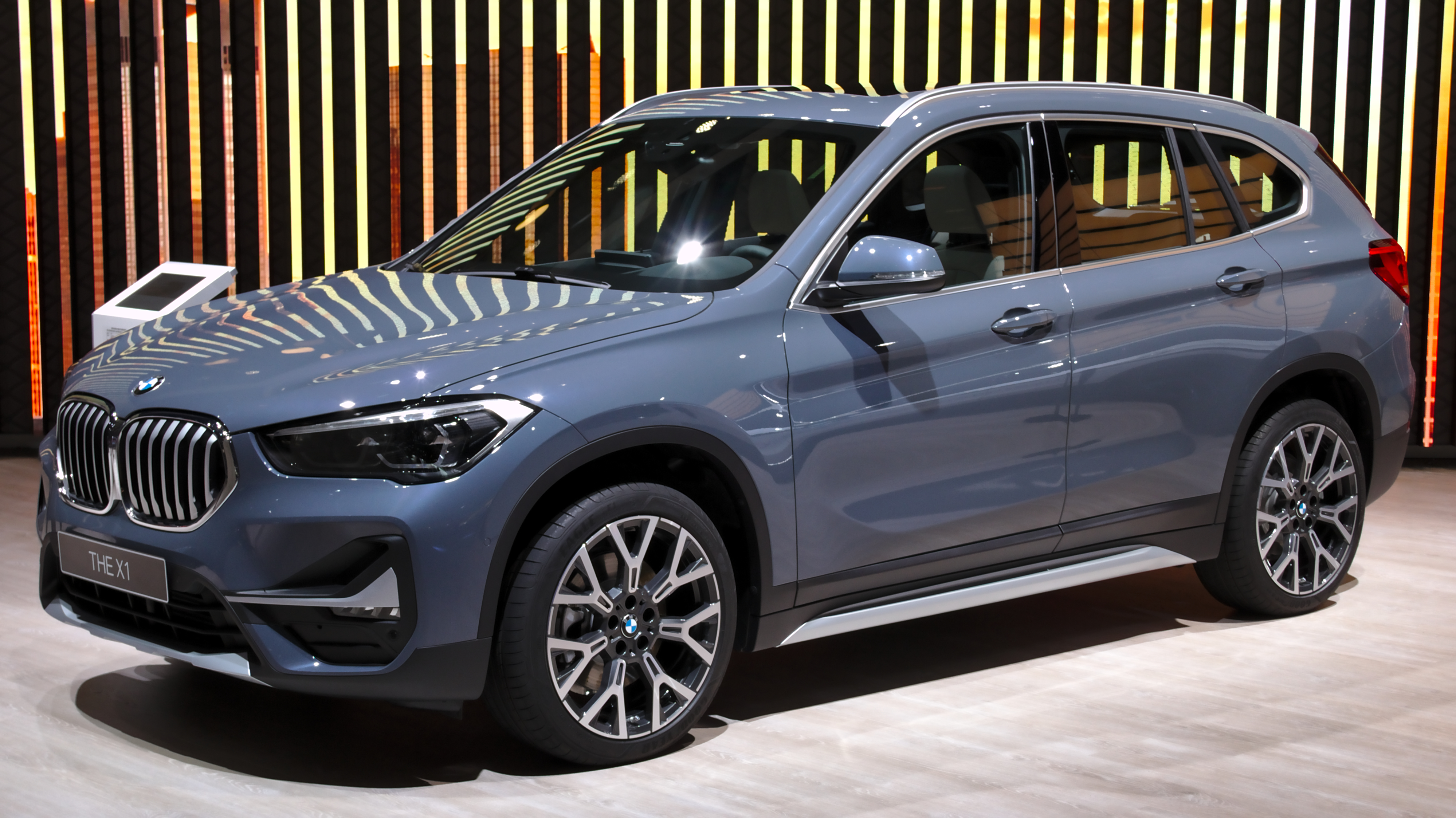
Vue de l'avant
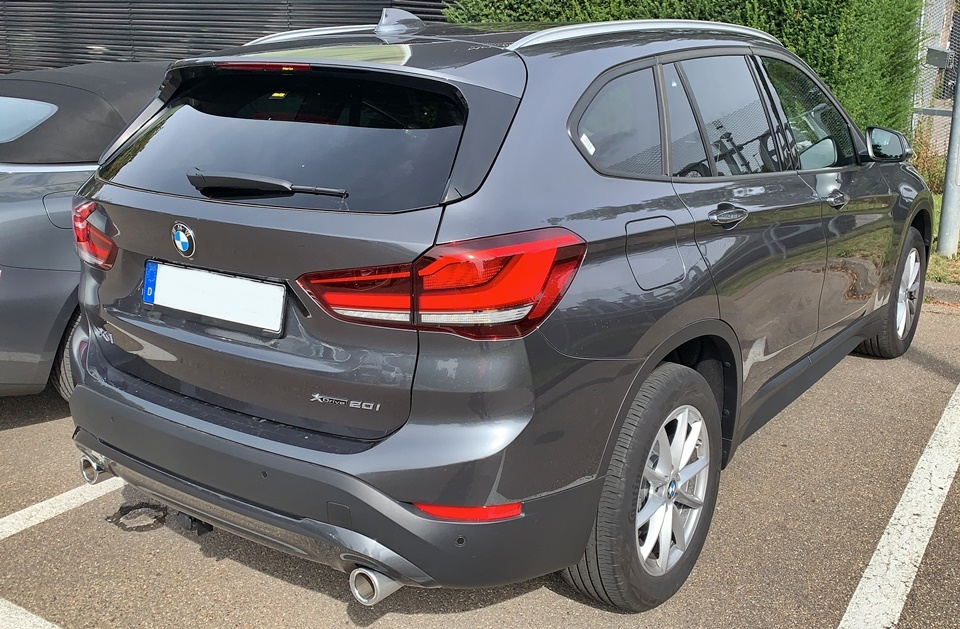
Vue de l'arrière

#### Répartition des ventes
Un peu plus de 35 % des ventes du X1 sur l'année 2021 concernaient des particuliers.
En 2021, la motorisation du X1 la plus vendue était le moteur essence sDrive 18i, représentant 26 % des ventes. Il est suivi de son équivalent Diesel, le sDrive 18d (25 %). Quant à l'hybride rechargeable, ce type de motorisation a séduit 18 % des clients. Il s'agit de la troisième motorisation la plus demandée. Par ailleurs, 92 % des X1 sont vendus avec une boîte automatique.
La même année, 49,9 % des X1 vendus étaient en finition xLine. La finition à l'ambiance sportive M Sport représente 27,8 % des ventes. La finition d'entrée de gamme Première, elle, ne représente que 0,1 % des ventes.
En ce qui concerne la teinte de carrosserie qui se vend le mieux (26,5 %), il s'agit du gris foncé Mineralgrau. 22,6 % des modèles ont quant à eux une teinte de couleur noire, le Saphirschwarz. En outre, les cinq teintes les plus vendues en France sont des nuances de blanc, gris et noir.

## U11 (2022-)
La troisième génération du SUV X1 est présentée le 1er juin 2022, en même temps que sa version électrique iX1. Ces modèles sont produits dans l'usine allemande de Ratisbonne.
Le X1 et l'iX1 reposent sur une nouvelle plate-forme multi-énergies baptisée FAAR, partagée avec la troisième génération du Mini Countryman.

### Design

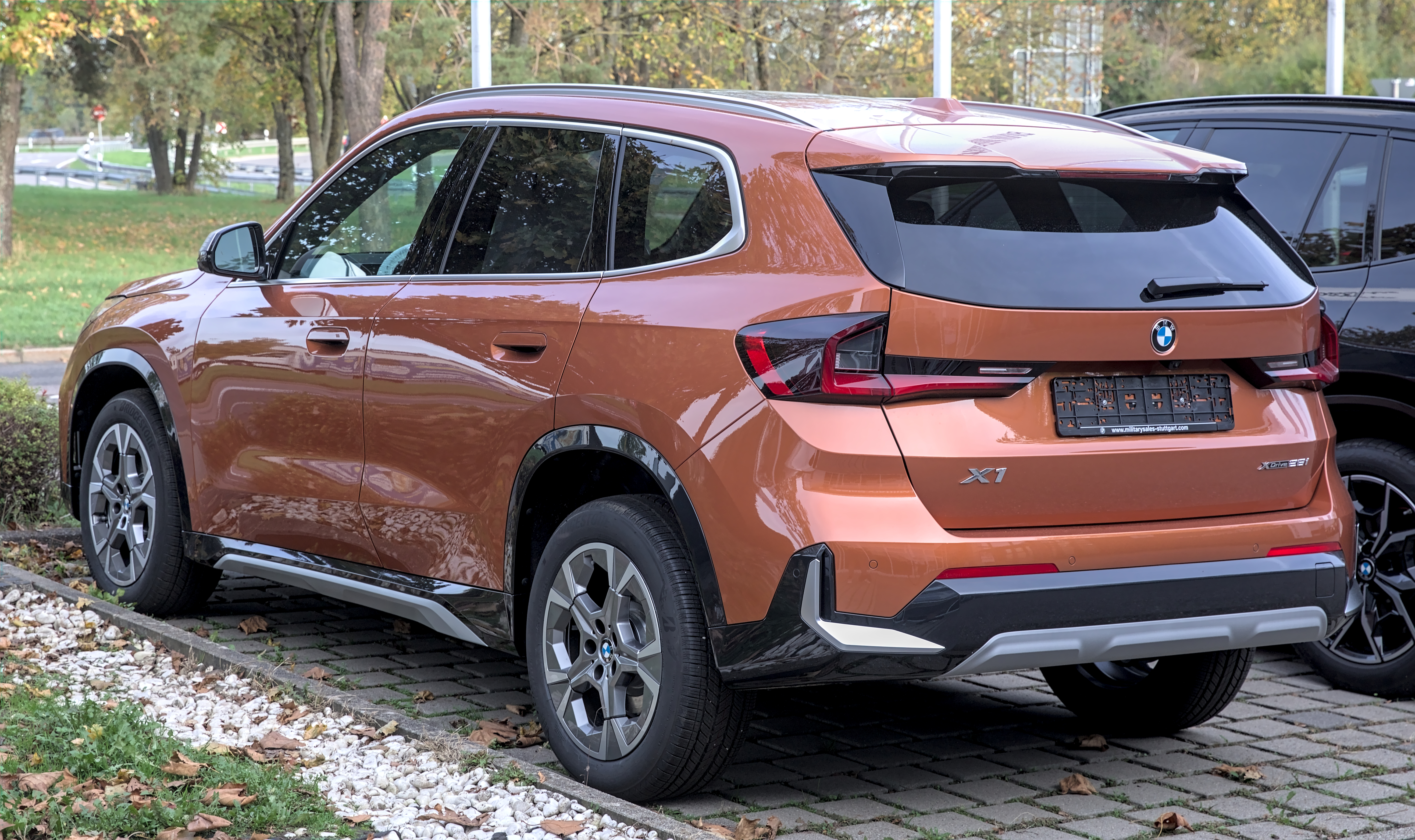
Vue de l'arrière

Sur l'image annonçant l'iX1 publiée par BMW en mars 2022, on peut reconnaître une signature lumineuse similaire à celle que l'on peut voir sur la Série 3 restylée (d'après des photographies qui ont circulé sur Internet, le restylage de la Série 3 n'ayant pas été officiellement présenté). La calandre grandit par rapport au X1 F48, mais sa taille est plus raisonnable que celle de la Série 4 par exemple.
Comme l'iX3, version électrique du X3, l'iX1 se distingue par des éléments esthétiques de couleur bleue. On en trouve notamment autour de la calandre et au niveau des entrées d'air sur le bouclier.

### iX1

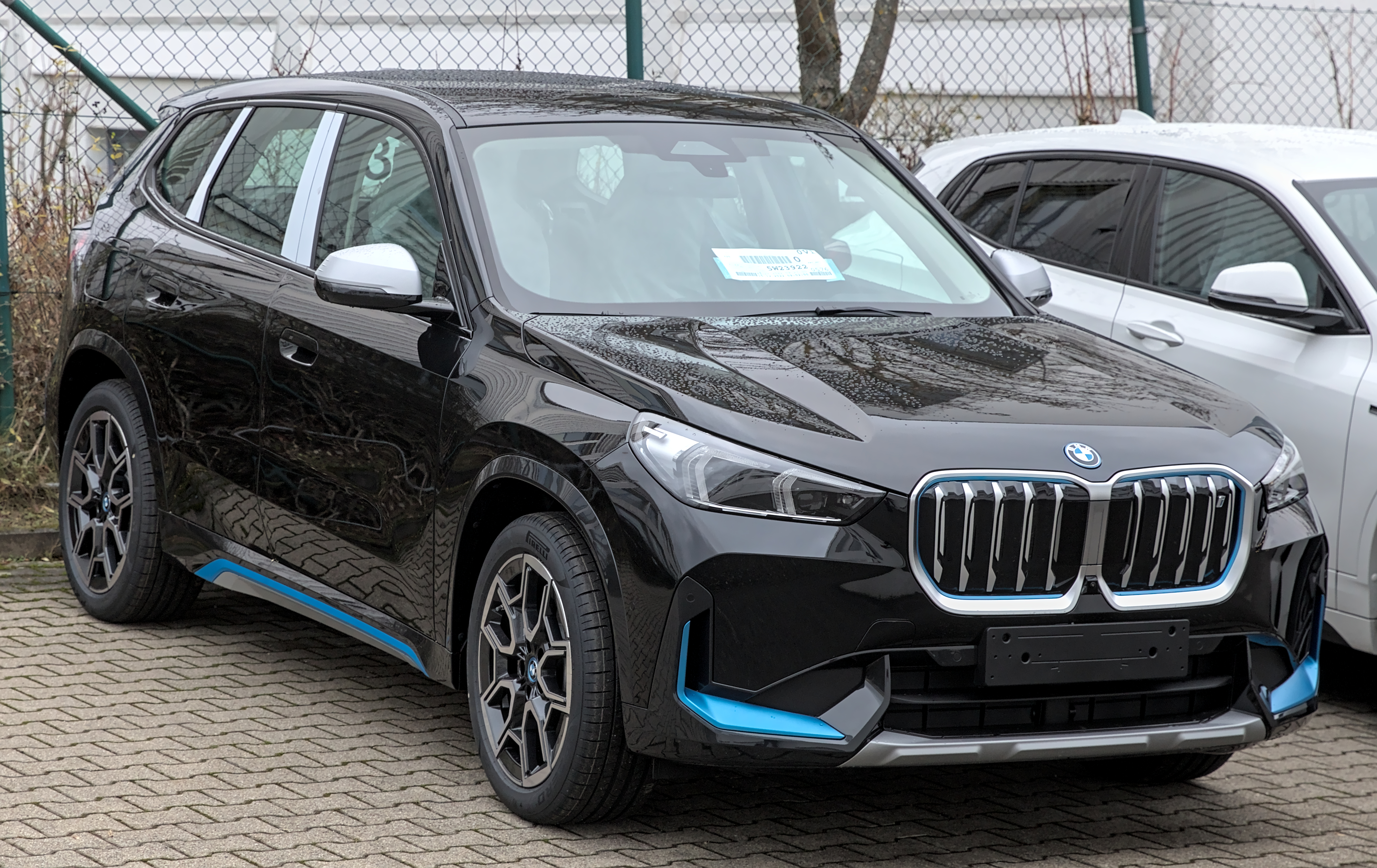
BMW iX1

Le 17 mars 2022, BMW publie une image annonçant la future version électrique de la troisième génération du SUV X1, baptisée iX1.
L'iX1 dispose d'une autonomie de 413 à 438 km. Les consommations varient de 17,3 à 18,4 kWh/100 km.

### Finitions
- de base (CH)
- XLine (CH)
- Kit sport M (CH)
- First Edition[20]
- Business Design
- XLine First Edition
- XLine First Edition Plus
- M Sport First Edition Plus
- XLine First Edition Exclusive
- M Sport First Edition Exclusive